# Curtiss-Wright Junior
El Curtiss-Wright CW-1 Junior, llamado originalmente Curtiss-Robertson CR-1 Skeeter, fue un avión deportivo ligero producido en los Estados Unidos en los años 30 del siglo XX. Estaba destinado a ser vendido por el precio de un automóvil de gama media.
El Junior padeció dos problemas que provocaron la detención de la producción: su motor radial Szekely SR-3 de tres cilindros tendía a lanzar sus cilindros, lo que era más serio en la configuración propulsora; y la inesperada ubicación de la hélice provocaba accidentes al personal que se acercaba al avión cuando estaba en tierra. Varios Junior todavía volaban en 2012.

## Diseño y desarrollo
Diseñado como avión minimalista y asequible, el Junior fue comercializado como "construido para ser vendido por el precio de un automóvil de gama media". Los planes de Curtiss-Robertson de producir tal avión venían impulsados por la inminente llegada de los Aeronca C-2 y American Eagle Eaglet al mercado. Con la esperanza de competir en la misma clase, la compañía compró los derechos del Snyder Buzzard, pero pronto descubrió que simplemente no se podía conseguir que funcionase lo suficientemente bien. Para reemplazarlo, el Skeeter fue producido como un diseño enteramente nuevo que retenía la configuración básica del Buzzard. El avión presentaba un fuselaje de sección cuadrada realizado con tubos de acero, recubierto de tela. La parte superior del mismo se dejó abierta para crear una cabina abierta para el piloto y el pasajero, que se sentaban en tándem. El minúsculo motor propulsor estaba montado en la superficie superior de un ala en parasol. El tren de aterrizaje era del tipo de rueda de cola, fijo.
En la época en que el avión estuvo listo para comercializarse, en 1931, la compañía matriz de Curtiss-Robertson, Curtiss, se había fusionado como Curtiss-Wright, y al Skeeter se le concedió los nuevos nombre y designación CW-1 Junior. Las ventas fueron bien en 1931, con alrededor de 270 aviones vendidos a 1490 dólares la unidad, pero el éxito no perduró. La disposición de la hélice propulsora fue la fuente de dos serios problemas. El primero fue que, la planta motriz elegida, el motor radial Szekely SR-3 de tres cilindros, tenía una notoria tendencia a expulsar los cilindros. En el diseño propulsor, esto provocaba que los cilindros atravesaran el disco de la hélice. Aunque los propietarios de Junior solventaron este problema enrollando un cable de acero alrededor del motor, de tal manera que cualquier cilindro expulsado se mantuviera en su lugar hasta que el avión estuviera a salvo en tierra (algunas fuentes insinúan que el cable de acero también se añadía para reducir las vibraciones del motor, y, con ello, reducir la tasa de fallos), el segundo problema no fue tan fácil de resolver. La baja actitud del Junior en tierra y la presencia de una hélice en una posición donde la gente no estaba acostumbrada a encontrarla, provocó una serie de accidentes en los que las personas en tierra (particularmente pasajeros que desembarcaban del avión) simplemente caminaban contra la hélice en movimiento. Estos problemas, combinados con un accidente muy publicitado, significaron el final de la comercialización del modelo. A principios de 1932, las ventas se habían detenido virtualmente, y la dirección de Curtiss-Wright decidió parar la producción.

## Historia operacional

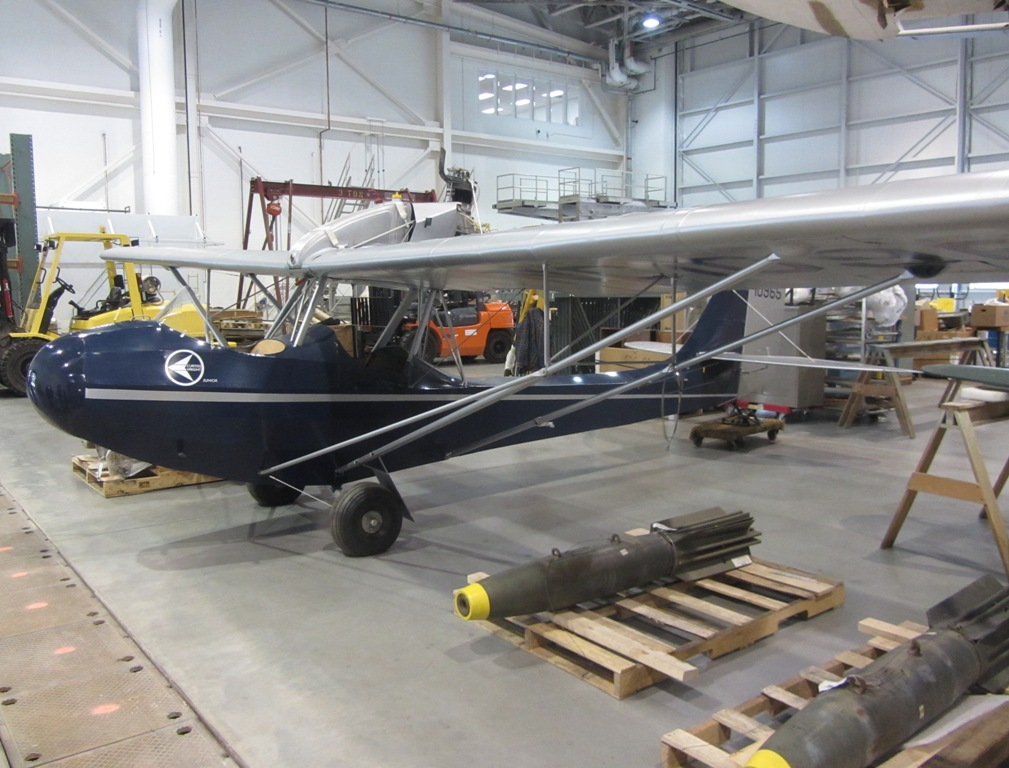
Curtiss-Wright Junior en el Centro Udvar Hazy.

En 2012 todavía volaban varios Junior de propiedad privada. Una serie de aparatos Junior está preservada en museos de aviación, algunos en condiciones de vuelo. Las colecciones que poseen algún ejemplar incluyen el Museo Nacional del Aire y el Espacio de Estados Unidos, el Fantasy of Flight, el Old Rhinebeck Aerodrome, el Yesterday's Flyers y el Pioneer Flight Museum. El ejemplar de este último es uno de los pocos equipados experimentalmente con el motor radial francés Salmson AD-9 de 30 kW (40 hp). El depósito de combustible de este ejemplar tiene forma cónica.

## Especificaciones
Referencia datos: Curtiss Aircraft 1907–1947

### Características generales
- Tripulación: Uno (piloto)
- Capacidad: Un pasajero
- Longitud: 6,48 m
- Envergadura: 12,04 m
- Altura: 2,24 m
- Superficie alar: 16,4 m2
- Perfil alar: Curtiss CR-1[5]
- Peso vacío: 259 kg
- Peso cargado: 442 kg
- Planta motriz: 1× motor radial de tres cilindros refrigerado por aire Szekely SR-3.
  - Potencia: 34 kW (45 hp)
- Hélices: Propulsora bipala de paso fijo

### Rendimiento
- Velocidad máxima operativa (Vno): 130 km/h
- Alcance: 320 km
- Techo de vuelo: 370 m (1200 pies)
- Régimen de ascenso: 3,0 m/s (600 pies/min)

## Aeronaves relacionadas

### Aeronaves similares
- Aeronca C-2
- American Eaglet
- Rearwin Junior
- Spartan C2

### Secuencias de designación
- Secuencia CR-_ (interna de Curtiss): CR-1 - CR-2
- Secuencia CW-_ (interna de Curtiss): CW-1 - CW-2 - CW-3 - CW-4 →